# Харт, Уильям
Уи́льям Са́ррей Харт (англ. William Surrey Hart, 6 декабря 1864 — 23 июня 1946) — американский сценарист, режиссёр, актёр.

## Биография
Харт родился в штате Нью-Йорк и впервые выступил на сцене в девятнадцать лет. Продюсер Томас Инс, встретивший его во время одного турне, решил, что Харт мог бы конкурировать с такими актёрами как Том Микс и Рой Роджерс. Однако на тот момент Харт был связан контрактом с бродвейским театром, где играл в пьесе «Тропинка у одинокой сосны». Весной 1914 года Харт дебютировал у Томаса Инса в фильме «Час его мужества», срежиссированном Томом Чаттертоном.
Фильмы «Жена Джима Камерона», «Сделка» и «На сцене полуночи» упрочили известность Харта, а также его киношного коня Пинто Бена. После 1914 года Харт, известный во Франции под именем Рио Джим, стал более популярным, чем Том Микс. Томас Инс поручал съёмки фильмов с участием Харта лучшему из своих режиссёров — Реджиналду Баркеру. Харт отлично ездил верхом и владел огнестрельным оружием. 
Впоследствии, уйдя от Инса, Харт организовал собственную компанию и продолжал сниматься в вестернах. Ярким образцом его творчества позднего периода может служить фильм «Железнодорожные волки» (1918), сделанный в манере, типичной для школы Инса.
Знаменитый актёр Бастер Китон в книге «Мой удивительный мир фарса» писал:

«…Я пародировал Уильяма С. Харта, великую звезду вестернов. Одно время Харт уступал по популярности только трём актёрам: Чаплину, Фербенксу и Мэри Пикфорд. В 1922 году он все ещё был одним из великих. Билл, однако, не был киношным красавцем ковбоем и воспринимал себя и своё искусство достаточно серьёзно. В своих фильмах он не распевал песен, не насвистывал, не горланил йодлем и одевался не как какой-нибудь Дэн-Щёголь с Великих равнин…»

### Личная жизнь
7 декабря 1921 года Харт женился на киноактрисе Винифред Уэстовер (жених был старше невесты на 35 лет: Уэстовер — 22 года, Харту — 57 лет) в Лос-Анджелесе. На свадьбе присутствовали всего три гостя: мать Уэстовер, сестра и адвокат Харта. В день свадьбы Уэстовер, по желанию мужа, подписала официальную бумагу о прекращении своей актёрской деятельности. Девушка переехала в дом, где жил Харт со своей сестрой-инвалидом Мэри. Уже через полгода после свадьбы Харт велел своей беременной жене покинуть его дом, и она переехала к своей матери в Санта-Монику. Во время бракоразводного процесса Уэстовер сказала, что причиной развода стала сестра Харта: Уильям настаивал на том, чтобы держать открытой дверь, отделяющую их спальню от комнаты его сестры. 22 сентября 1922 года Уэстовер родила сына, которого назвали Уильям С. Харт-младший. 11 февраля 1927 года Уэстовер и Харт официально были разведены. Она получила от бывшего мужа 100 000 долларов (ок. 1,54 млн долларов в ценах 2022 года) при условии, что не вернется к актёрской карьере и не будет фотографироваться для журналов. В будущем Харт-младший стал профессором земельной экономики в Университете Южной Калифорнии.

## Избранная фильмография
| Год  |     | Русское название    | Оригинальное название | Роль                    |
| ---- | --- | ------------------- | --------------------- | ----------------------- |
| 1907 | кор | Бен-Гур             | Ben Hur               | Мессала                 |
| 1914 | кор | Час его мужества    | His Hour of Manhood   | Пит Ларсон              |
| 1914 | кор | Жена Джима Камерона | Jim Cameron’s Wife    | Энди Стайлс             |
| 1914 | ф   | Сделка              | The Bargain           | Джим Стокс              |
| 1915 | кор | Тихий Хаскинс       | Mr. «Silent» Haskins  | Лон Хаскинс             |
| 1915 | ф   | На сцене полуночи   | On the Night Stage    | Техас                   |
| 1915 | кор | Кино Бейтс — лгун   | Keno Bates, Liar      | Кино Бейтс              |
| 1915 | ф   | —                   | The Disciple          | Джим Хьюстон            |
| 1916 | ф   | Адская петля        | Hell’s Hinges         | Блейз Трейси            |
| 1916 | ф   | Патриот             | The Patriot           | Боб Уайли               |
| 1916 | ф   | Двойник дьявола     | The Devil’s Double    | «Боуи» Блейк            |
| 1917 | ф   | Молчаливый человек  | The Silent Man        | Бадд Марр               |
| 1917 | ф   | Узкая дорога        | The Narrow Trail      | Айс Хардинг             |
| 1918 | ф   | Wolves of the Rail  | Wolves of the Rail    | Бак» Андрейд            |
| 1918 | ф   | Человек-тигр        | The Tiger Man         | Хоук Парсонс            |
| 1918 | ф   | Ридд Гоун           | Riddle Gawne          | Джефферсон «Риддл» Гоун |
| 1919 | ф   | Джон Петтикотс      | John Petticoats       | «Хардвуд» Джон Хейнс    |
| 1920 | ф   | Застава             | The Toll Gate         | Блэк Диринг             |
| 1920 | ф   | Песок               | Sand                  | Дэн Карри               |
| 1920 | ф   | Колыбель мужества   | The Cradle of Courage | Келли «Квадрат»         |
| 1920 | ф   | —                   | The Testing Block     | «Сьерра» Билл           |
| 1921 | ф   | Гудок               | The Whistle           | Роберт Эванс            |
| 1921 | ф   | Белый дуб           | White Oak             | Оук Миллер              |
| 1923 | ф   | Голливуд            | Hollywood             | в роли самого себя      |
| 1923 | ф   | Дикий Билл Хикок    | Wild Bill Hickok      | Дикий Билл Хикок        |
| 1925 | ф   | Перекати-поле       | Tumbleweeds           | Дон Карвер              |
| 1925 | ф   | Люди искусства      | Show People           | в роли самого себя      |